# 都濡街道
都濡街道，是中华人民共和国贵州省遵义市务川仡佬族苗族自治县下辖的一个街道办事处。
2016年1月29日，贵州省人民政府批复同意务川自治县部分乡镇行政区划调整，新设置的都濡街道辖原都濡镇东昇社区、崇德社区、文峰社区、南山社区、务星社区、文化社区、安定社区、接官坪村、沙坝村、洋溪村、喻家村、鱼塘村、石水村、桐木村、岩湾村、鹿坪村、凉风村、三桥村，街道办事处驻崇德社区。

## 行政区划
都濡街道下辖以下地区：
西门社区、南门社区、东门社区、接官坪村、沙坝村、洋溪村、喻家村、鱼塘村、石水村、桐木村、岩湾村、鹿坪村、凉风村和三桥村。